# András Béres
András Bandi Béres est un footballeur puis entraîneur hongrois, né le 20 juillet 1924 à Budapest (Hongrie) et mort le 16 avril 2007 à Boom (Belgique).
Cet ancien attaquant a fait une carrière d'entraîneur en Belgique : il succède à Pierre Sinibaldi à Anderlecht où il devient deux fois champion de Belgique en 1967 et 1968.

## Palmarès d'entraîneur
- Champion de Belgique en 1967 et 1968 avec le RSC Anderlecht